# Алюмоазбестоїди

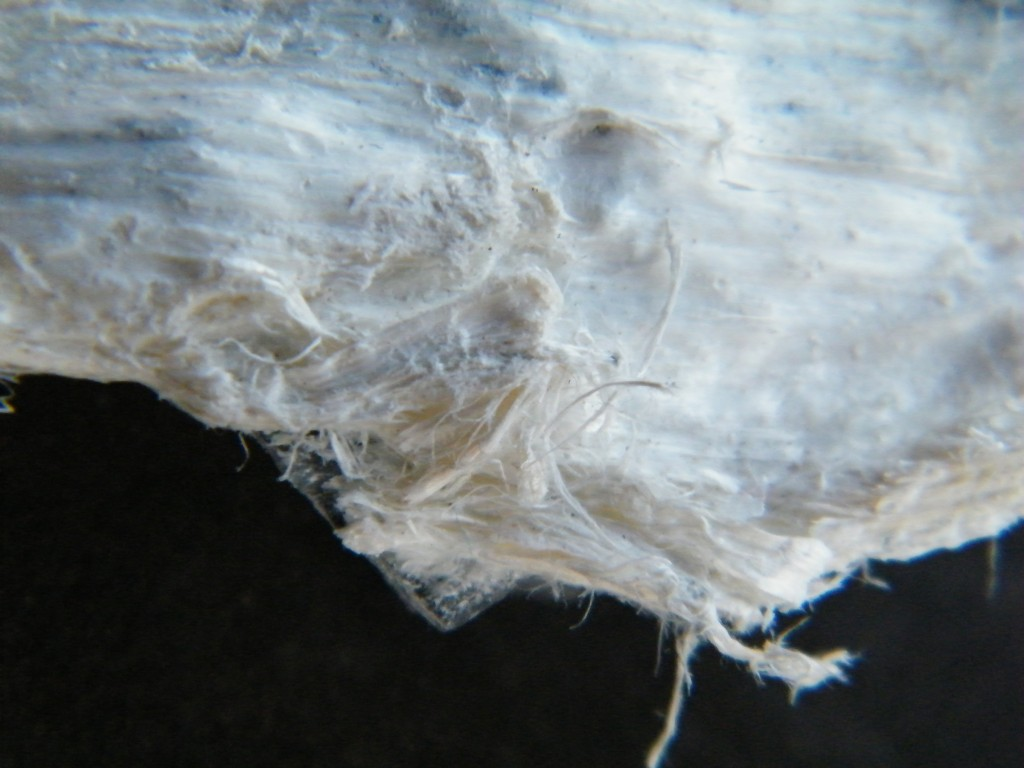
Палигорськіт — приклад алюмоасбестоїду.

Алюмоазбестоїди (рос. алюмоасбестоиды, англ. alumoasbestoides, нім. Alumoasbestoide) — напівкристалічні мінерали групи палигорськіту.
Алюмоазбестоїди — водні алюмосилікати головним чином магнію і заліза. Структура — волокниста.
До алюмоазбестоїдів належать такі мінерали як палигорськіт, парасепіоліт, пілоліт та парамонтморилоніт.